# West Horsley
West Horsley – wieś w Anglii, w hrabstwie Surrey, w dystrykcie Guildford. Leży 36 km na południowy zachód od centrum Londynu.